# Vale do Massueime
Terras de Massueime ist eine Gemeinde (Freguesia) im portugiesischen Kreis (Concelho) von Pinhel.
Die Gemeinde entstand am 29. September 2013 im Zuge der administrativen Neuordnung in Portugal 2013 aus dem Zusammenschluss der Gemeinden Santa Eufémia, Sorval und Póvoa d’El-Rei. Sitz der Verwaltung ist Santa Eufémia.